# Chiesa dei Santi Pietro e Biagio (Caldarola)
La chiesa dei Santi Pietro e Biagio è un edificio di culto ubicato nel comune di Caldarola.

## Storia
Nella frazione Colle si trova la chiesa parrocchiale di Valcimarra, dove si venera S. Biagio, dipinto nella tela della Deposizione insieme a S. Pietro. L'edificio dallo schema d'impianto romanico, ha subito nel corso della sua storia notevoli mutazioni, fino a giungere all'attuale sistemazione ascrivibile agli inizi del secolo scorso, ovvero al 1908.
Il fonte battesimale risale al 1630.
Sono state affidate al Museo Diocesano di Camerino le seguenti opere d'arte di proprietà della Chiesa:
-croce processionale con lamine d'argento a rilievi e sbalzi ai bracci del 1583 (40 x 20 cm);
-statuina lignea della Vergine con Bambino del 1600;
-statua lignea di S. Sebastiano del XV. (154 cm);
-stampa francese entro cornice con la scritta “Così va il mondo”, l'interessante incisione (m. 2.00x0.18) del 1664 ha le lettere sconvolte o capovolte a scandire la lunga teoria di ambizioni e di illusioni umane illustrate con ironia da 72 endecasillabi in sedici quartine a rima alternata. Al di sotto della serrabanda figurata vi è il nome dell'incisore: “Fra Gioseffo da Milano Minore O(sservan)te”.
Presso la chiesa sono i locali dell'”Abbondanza Pia” che assicurava la dote alle zitelle povere e della Comunanza Agraria che assicurava legna da ardere a tutti i “fochi accesi” (le famiglie residenti).
La fabbrica planimetricamente si presenta come un'aula a navata unica e in cui si apre la piccola abside a pianta semicircolare coperta da una semicupola in muratura di pietra mentre l'aula è coperta da una volta a botte in canna e gesso dipinta con lunette in corrispondenza delle finestre situate sulla sommità delle pareti laterali. Nel 1906 è al pittore tolentinate Francesco Ferranti che si deve la decorazione interna. Il solaio di copertura dell'aula è in legno con capriate. Sulla navata si aprono due cappelle laterali su ciascun lato. La facciata principale con portale decorato in cotto, si trova a nord, mentre a sul lato est si apre l'ingresso secondario della chiesa.

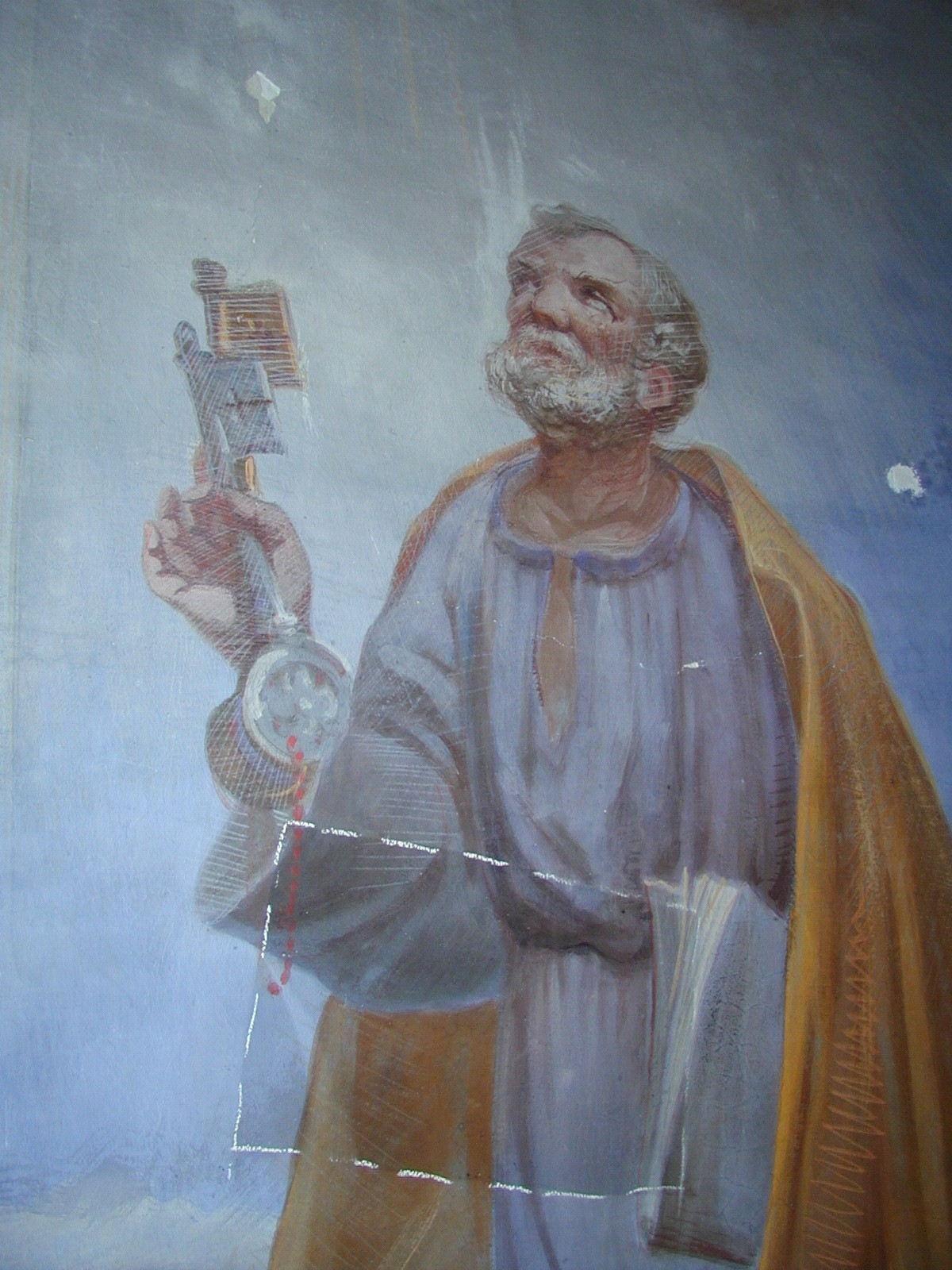
S. Pietro – Particolare della volta durante il restauro

Addossata alla facciata principale c'è la cantoria, sostenuta da due pilastrini e con organo a sette registri. 
La prima cappellina sul lato ovest è dedicata al Sacro Cuore con altare in travertino; la mensa poggia su un gradino, la statua del Sacro Cuore è posta in una nicchia ricavata nel muro. Da questa cappellina, tramite una porta si accede al campanile; nel quale, al terzo livello c'è la cella campanaria. Il campanile è dotato di orologio. Nella cappellina sulla parete opposta a quella da dove si accede al campanile, in un'urna processionale si conserva un dipinto del Sacro Cuore.
Di fronte a questa c'è la Cappellina dedicata alla Madonna ed è simile a quella appena descritta; nel lato verso la facciata principale si apre la porta che da nella sacrestia e vicino a questa, in una nicchia c'è il battistero con base in pietra e sommità in legno di noce (con incisa la data di realizzazione: 1680). Di fianco all'altare si apre la porta dell'ingresso secondario.
Queste due cappelle sono coperte con volta a botte di mattoni.
La seconda cappella sul lato est è dedicata alla Madonna del Rosario, ed è senza altare, la tela che chiude una nicchia ricavata nel muro raffigura la Vergine con Bambino, incoronata da due angeli, circondata da figure inginocchiate; intorno sono raffigurati i misteri.
Sul lato opposto dell'aula, la seconda cappella è dedicata a S. Giuseppe e manca di altare, nel lato verso la facciata vi è un armadio a muro con sportelloni dipinti con disegno omogeneo alle pareti ed è utilizzato per riporre arredi sacri, nella parete opposta la nicchia dove in passato era alloggiata la statua di S. Sebastiano ora è vuota e davanti vi è appoggiato un Crocifisso. Nella parete centrale è appesa una tela raffigurante la Vergine con Bambino e S. Giuseppe.
L'inizio del Presbiterio è segnato da un gradino in pietra di Trani su cui poggia la balaustra fatta da pilastrini e lastre anch'essa in Trani. Il pavimento del Presbiterio è in graniglia, così come quello della Chiesa, mentre nella sacrestia sono rimasti i mattoni originali.
L'altare maggiore, posto subito a ridosso dell'abside, è in pietra di Trani ed è sopraelevato dal Presbiterio con tre gradini, l'apparato in legno policromo con dorature contiene una tela dipinta raffigurante la Pietà con S. Pietro e S. Biagio.